# فیات دوبلو

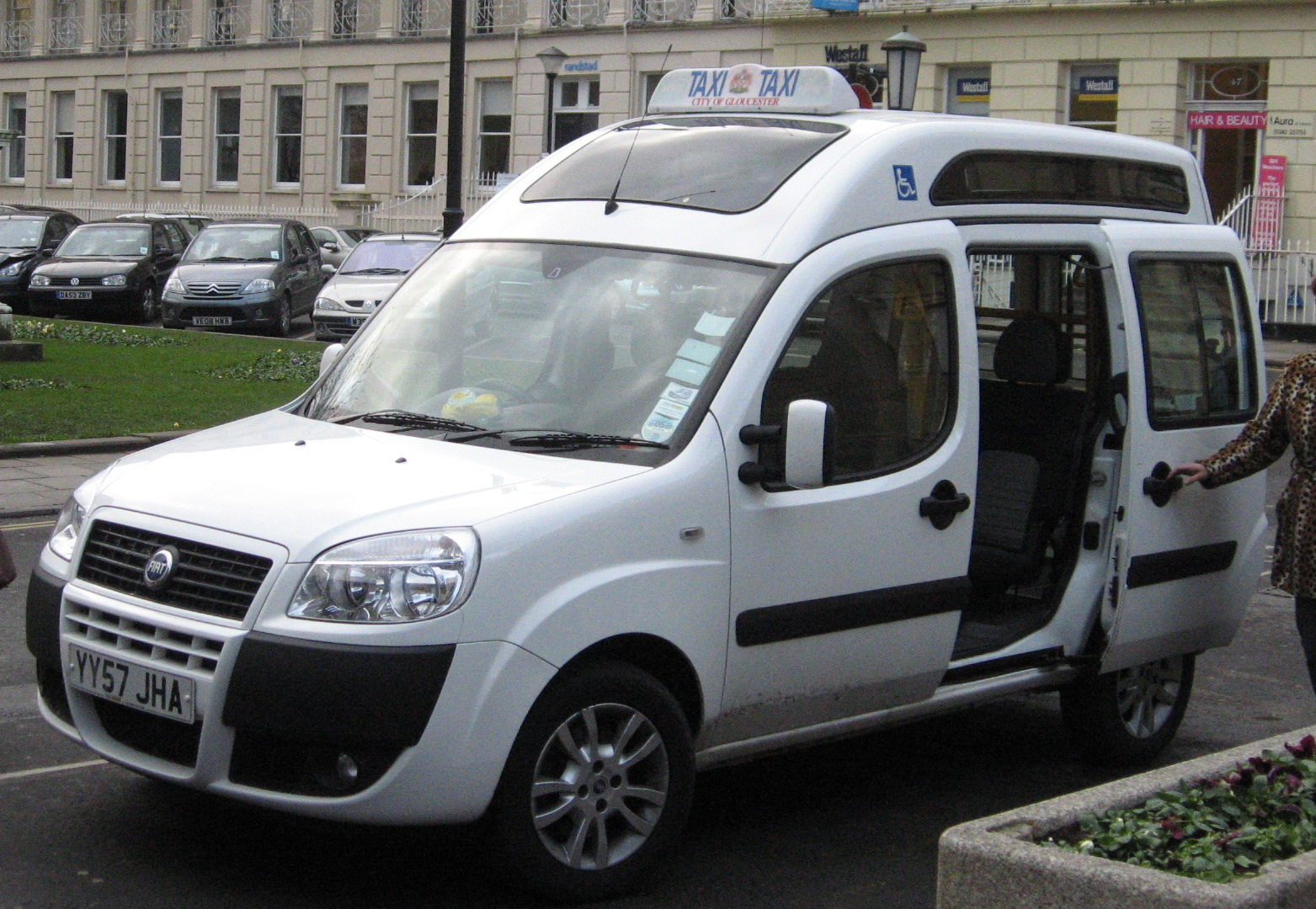

فیات دوبلو (Fiat Doblò) خودرویی است که از سال ۲۰۰۰–کنون تولید شده‌است.